# Damané
Damané est une localité située dans le département de Kaya de la province du Sanmatenga dans la région Centre-Nord au Burkina Faso.

## Géographie
Damané est situé, en zone soudano-sahélienne, à 2 km à l'est de Tangasgo, à 6 km au nord du centre de Kaya, la principale ville de la région. Le village, entouré de cinq collines (d'une hauteur d'une trentaine de mètres) et situé dans une cuvette, se trouve à 4 km à l'est de la route nationale 15 reliant à Kaya à Kongoussi.
Deux ethnies sont présentes à Damané, les Mossis et les Peulhs.

## Économie
L'agro-pastoralisme est l'activité essentielle du village, avec la culture de sorgho, mil, arachide, sésame et de voandzou, et l'élevage de chèvres, moutons et bœufs.

## Éducation et santé
Le centre de soins le plus proche de Damané est le centre de santé et de promotion sociale (CSPS) de Tangasgo tandis que le centre hospitalier régional (CHR) se trouve à Kaya. En 2006, Damané possédait un puits de large diamètre et cinq forages actifs.
Damané possède une école primaire publique de six classes.